# Rei Sakamoto
Pour les articles homonymes, voir Sakamoto.
Rei Sakamoto (坂本 怜, Sakamoto Rei), né le 24 juin 2006 à Nagoya, est un joueur de tennis japonais, professionnel depuis 2022.

## Biographie
Rei Sakamoto est né le 24 juin 2006 à Nagoya, au Japon. Il découvre le tennis dès son plus jeune âge, inspiré par des joueurs japonais tels que Kei Nishikori et Naomi Osaka.

## Carrière

### Carrière junior
En janvier 2024, Sakamoto remporte le tournoi junior de l'Open d'Australie, battant Jan Kumstát en finale (3–6, 7–62, 7–5). Il devient ainsi le deuxième Japonais à décrocher un titre du Grand Chelem junior en simple, après Shintaro Mochizuki à Wimbledon en 2019.
En septembre de la même année, il s'adjuge le titre en double garçons à l'US Open, associé au Tchèque Maxim Mrva, en battant Denis Peták et Flynn Thomas en finale (7–5, 7–61).

### 2024: Débuts professionnels et premier titre Challenger
En mars 2024, Sakamoto reçoit une invitation pour les qualifications du Miami Open, mais s'incline au premier tour face à Vít Kopřiva.
En novembre, il remporte son premier titre sur le circuit Challenger à Yokkaichi, battant Christoph Negritu en finale (1–6, 6–3, 6–4). À 18 ans et 5 mois, il devient le deuxième plus jeune Japonais à remporter un tournoi Challenger, après Kei Nishikori.

### 2025: Premiers pas sur le circuit principal
En janvier 2025, Sakamoto participe aux qualifications de l'Open d'Australie, où il est éliminé au premier tour. En mars, il se qualifie pour le tableau principal du Masters de Miami, mais est battu au premier tour par Alexandre Müller.

## Palmarès

### Grand Chelem Junior
| Résultat  | Année | Championnat      | Surface | Adversaire  | Score          |
| --------- | ----- | ---------------- | ------- | ----------- | -------------- |
| Vainqueur | 2024  | Open d'Australie | Dur     | Jan Kumstát | 3-6, 7-62, 7-5 |

## Palmarès sur le circuit Challenger

### Titres en simple
| # | Date              | Nom et lieu du tournoi          | Surface    | Adversaire        | Score         |
| - | ----------------- | ------------------------------- | ---------- | ----------------- | ------------- |
| 1 | 1er décembre 2024 | Yokkaichi Challenger, Yokkaichi | Dur (ext.) | Christoph Negritu | 1-6, 6-3, 6-4 |

## Classement en fin de saison
| Année          | 2022 | 2023 | 2024 |
| Rang en simple | 1174 | 947  | 413  |
| Rang en double | 1794 | 1758 | 846  |

Source : (en) Classements de Rei Sakamoto sur le site officiel de la Fédération internationale de tennis